# Vikulovo
Vikulovo (in russo Викулово?) è un villaggio della Russia asiatica nell'oblast' di Tjumen'; è il centro amministrativo del rajon Vikulovskij.
Si trova sulla riva sinistra del fiume Išim, a est di Tjumen'.